# ジェリー・イェーツ
ジェリー・アーロン・イェーツ（Jerry Aaron Yates、1996年11月10日 - ）は、イングランド・サウス・ヨークシャー州ドンカスター出身のサッカー選手。ポジションはフォワード。

## 経歴
地元のドンカスター・ローヴァーズFCにユースとして加入しサッカーキャリアを始めた。

### ロザラム・ユナイテッド時代
2014年にロザラム・ユナイテッドとプロ契約した。2015年2月にローン先のHarrogate Railway Athletic所属中にPadiham F.C.戦でプロ初ゴールを決めた
ローン先から帰ってきたイェーツは、2015年4月3日にセント・アンドルーズ・スタジアムでバーミンガム・シティFCと対戦。85分にリチャード・スモールウッドと交代し、EFLに初出場した。
その後、ハローゲート・タウンFCにローン移籍し、合計8回の出場で4得点を挙げたが、ロザラム・ユナイテッドのミケル・ミラーが怪我をし代役が必要となりロザラムへ呼び戻された。
2016年8月9日にEFLカップのモアカムFC戦で2ゴールを挙げ、ロザラム・ユナイテッドでの初ゴールとなった。
2017年1月14日、ノリッジ・シティFC戦で初のリーグフル出場を果たし、先制点を挙げてチームを勝利に導いた。
2017-2018シーズンでは20試合に出場し、チームはEFLリーグ1のプレーオフを制し、EFLチャンピオンシップへ昇格した。

#### カーライル・ユナイテッドFCローン移籍時代
2018年7月20日、イェーツは2018–19シーズンの1月までEFLリーグ2のカーライル・ユナイテッドFCにローン移籍した。
2018年9月4日にEFLトロフィーのモアカムFC戦でカーライルでの最初のゴールを決めた。
カーライルでの最終試合でマクルズフィールド・タウンFCと対戦し、1-1の終了間際にゴールを決め、チームは2-1で勝利した。1月1日、シーズン途中にロザラムのフォワード選手が故障のため呼び戻された。

#### スウィンドン・タウンFCローン移籍時代
2019年6月20日、EFLリーグ2所属のスウィンドン・タウンFCにローン移籍した。
イェーツは、デビュー戦であるスカンソープ・ユナイテッドFC戦で初ゴールを挙げた。
2019年8月10日に、古巣であるカーライル・ユナイテッドFC戦で2得点を挙げた。
しかし、シーズン前半で12得点を挙げ絶好調だったが、2020年1月21日に再びロザラムに呼び戻された。
2020年1月29日、イェーツはスウィンドンに復帰し、シーズン終了まで活躍した。

### ブラックプール時代
2020年7月21日、ブラックプールFCへの加入が発表された。3年間+クラブが契約を1年間延長できる契約で、移籍金は非公開。
2020年10月31日に、バートン・アルビオンFC戦で初ゴールを決めた。
イェーツは、2020-2021シーズンで23ゴールを決め、ブラックプールのトップスコアラーとなった。これは、1993-1994シーズンにブラックプールで活躍したアンディ・ワトソンが記録したクラブ最高得点数と並ぶ記録である。リーグでの得点数は20得点で、EFLリーグ1の得点ランキングで、AFCウィンブルドンのジョー・ピゴットと並んで3位タイとなった。このシーズンでチームはEFLチャンピオンシップへ昇格した。
EFLリーグ1の2020-2021シーズンのPFAファンズ・オブ・ザ・イヤーに選出された。
2021年7月23日にクラブと新たに3年間の契約(1年間の契約延長オプション付き)を結んだ。

### スウォンジー・シティ
2023年7月、スウォンジー・シティAFCに3年契約で移籍した。
EFLチャンピオンシップ2023-2024シーズン第1節のバーミンガム・シティFC戦でスタートメンバーとしてデビュー。デビュー戦で初ゴールを決めた。